# HSG Barnstorf-Diepholz
Die HSG Barnstorf-Diepholz (vollständiger Name: Handballspielgemeinschaft Barnstorf-Diepholz) ist eine Spielgemeinschaft aus Niedersachsen.
Die beiden Stammvereine MTV Jahn von 1891 Barnstorf und die Sportgemeinschaft Diepholz von 1870 gründeten die Handballspielgemeinschaft Barnstorf-Diepholz am 1. Juli 1993. Die Spielgemeinschaft nimmt mit Herren-, Damen- und Jugendmannschaften am Spielbetrieb teil.
Die erste Herren-Mannschaft sicherte sich mit einem 9. Platz in der Handball-Regionalliga, Staffel Nord, die Qualifikation zur neu gegründeten 3. Liga, in der sie in der Saison 2010/2011 in der Staffel West spielt.
Heimspielstätten sind die Mühlenkamphalle Diepholz, die Sporthalle Schulzentrum Barnstorf und die Sporthalle Am Sundering Barnstorf.